# 2012-es U17-es női labdarúgó-világbajnokság
A 2012-es U17-es női labdarúgó-világbajnokság a harmadik ilyen jellegű labdarúgó-vb volt. A vb-t 16 válogatott részvételével szeptember 22-e és október 13-a között rendezték Azerbajdzsánban. A tornát a francia csapat nyerte, története során először.

## Helyszínek
| Város    | Stadion                           | Férőhely |
| -------- | --------------------------------- | -------- |
| Baku     | Bayil Stadion                     | 3 000    |
| Baku     | Dalga Arena                       | 6 700    |
| Baku     | Eighth Kilometer District Stadium | 10 000   |
| Baku     | Tofik Bahramov Stadion            | 30 000   |
| Lənkəran | Lənkəran városi stadion           | 15 000   |

## Részt vevő csapatok
| Konföderáció | Selejtezőtorna                                | Csapat                             |
| ------------ | --------------------------------------------- | ---------------------------------- |
| AFC          | 2011-es U16-os női Ázsia-bajnokság            | Kína · Japán · Észak-Korea         |
| CAF          | 2012-es U17-es női Afrika-bajnokság           | Gambia · Ghána · Nigéria           |
| CONCACAF     | 2012-es U17-es női CONCACAF-bajnokság         | Kanada · Mexikó · Egyesült Államok |
| CONMEBOL     | 2012-es U17-es női dél-amerikai-bajnokság     | Brazília · Kolumbia · Uruguay      |
| OFC          | 2012-es U17-es női óceániai selejtezőtorna    | Új-Zéland                          |
| UEFA         | 2012-es U17-es női labdarúgó-Európa-bajnokság | Németország · Franciaország        |
| Rendező      | Rendező                                       | Azerbajdzsán                       |

## Eredmények
A csoportkörben minden csapat a másik három csapattal egy-egy mérkőzést játszott, így összesen 6 mérkőzésre került sor mind a négy csoportban. A csoportokból az első két helyezett jutott tovább a negyeddöntőbe. Minden csoportban az utolsó két mérkőzést azonos időpontban játszották. A negyeddöntőtől egyenes kieséses rendszerben folytatódott a torna.

### Csoportkör
| Jelmagyarázat                                                                   |
| ------------------------------------------------------------------------------- |
| A csoportok első és második helyezettje bejutott az egyenes kieséses szakaszba. |
| A csoportok harmadik és negyedik helyezettje kiesett.                           |

#### A csoport
| Csapat       | M | Gy | D | V | G+ | G– | Gk  | P |
| ------------ | - | -- | - | - | -- | -- | --- | - |
| Nigéria      | 3 | 2  | 1 | 0 | 15 | 1  | +14 | 7 |
| Kanada       | 3 | 2  | 1 | 0 | 3  | 1  | +2  | 7 |
| Kolumbia     | 3 | 1  | 0 | 2 | 4  | 4  | 0   | 3 |
| Azerbajdzsán | 3 | 0  | 0 | 3 | 0  | 16 | –16 | 0 |

| 2012. szeptember 22. 17:00 |

| Nigéria    | 1–1         | Kanada           |
| ---------- | ----------- | ---------------- |
| Ihezuo 81' | Jegyzőkönyv | Pierre-Louis 63' |

| Tofik Bahramov Stadion, Baku Játékvezető: Kateryna Monzul (ukrán) |

| 2012. szeptember 22. 20:00 |

| Azerbajdzsán | 0–4         | Kolumbia                                    |
| ------------ | ----------- | ------------------------------------------- |
|              | Jegyzőkönyv | Castillo 17' 20' Maldonando 44' Aguirre 73' |

| Tofik Bahramov Stadion, Baku Nézőszám: 30 250 Játékvezető: Etsuko Fukano (japán) |

| 2012. szeptember 25. 14:00 |

| Kolumbia | 0–1         | Kanada     |
| -------- | ----------- | ---------- |
|          | Jegyzőkönyv | Clarke 51' |

| Shafa Stadium, Baku Nézőszám: 4729 Játékvezető: Carina Vitulano (olasz) |

| 2012. szeptember 25. 17:00 |

| Azerbajdzsán | 0–11        | Nigéria                                                                      |
| ------------ | ----------- | ---------------------------------------------------------------------------- |
|              | Jegyzőkönyv | Ihezuo 5' 32' 37' 56' 70' Ayinde 8' 24' Biahwo 20' 74' Yakubu 22' Bokiri 68' |

| Lankaran City Stadium, Lankaran Nézőszám: 10 827 Játékvezető: Alondra Arellano (mexikói) |

| 2012. szeptember 29. 20:00 |

| Kanada        | 1–0         | Azerbajdzsán |
| ------------- | ----------- | ------------ |
| Sanderson 48' | Jegyzőkönyv |              |

| Dalga Arena, Baku Nézőszám: 5000 Játékvezető: Claudia Umpierrez (uruguayi) |

| 2012. szeptember 29. 20:00 |

| Kolumbia | 0–3         | Nigéria                           |
| -------- | ----------- | --------------------------------- |
|          | Jegyzőkönyv | Ayinde 32' 75' Duarte 80' (öngól) |

| Bayil Stadium, Baku Nézőszám: 2500 Játékvezető: Cardella Samuels (jamaicai) |

#### B csoport
| Csapat           | M | Gy | D | V | G+ | G– | Gk  | P |
| ---------------- | - | -- | - | - | -- | -- | --- | - |
| Észak-Korea      | 3 | 1  | 2 | 0 | 13 | 2  | +11 | 5 |
| Franciaország    | 3 | 1  | 2 | 0 | 11 | 3  | +8  | 5 |
| Egyesült Államok | 3 | 1  | 2 | 0 | 7  | 1  | +6  | 5 |
| Gambia           | 3 | 0  | 0 | 3 | 2  | 27 | −25 | 0 |

| 2012. szeptember 22. 13:00 |

| Észak-Korea | 11–0        | Gambia |
| --- | ----------- | ------ |
| Cshö Jungjong (Choe Yun-gyong) 18' Ri Unsim (Ri Un-sim) 19' 31' (11-esből) 34' Ri Gjonghjang (Ri Kyong-hyang) 20' 63' 77' Kim Phjonghva (Kim Phyong-hwa) 44' Kim Szohjang (Kim So-hyang) 68' Ri Hjangsim (Ri Hyang-sim) 87' 90+1' | Jegyzőkönyv |        |

| Eighth Kilometer District Stadium, Baku Nézőszám: 9000 Játékvezető: Carina Vitulano (olasz) |

| 2012. szeptember 22. 15:00 |

| Franciaország | 0–0         | Egyesült Államok |
| ------------- | ----------- | ---------------- |
|               | Jegyzőkönyv |                  |

| Lankaran City Stadium, Lankaran Nézőszám: 8100 Játékvezető: Claudia Umpierrez (uruguayi) |

| 2012. szeptember 25. 14:00 |

| Franciaország | 1–1         | Észak-Korea              |
| ------------- | ----------- | ------------------------ |
| Diani 60'     | Jegyzőkönyv | Ri Unsim (Ri Un-sim) 59' |

| Dalga Arena, Baku Nézőszám: 4200 Játékvezető: Gillian Martindale (barbadosi) |

| 2012. szeptember 25. 17:00 |

| Egyesült Államok                                                              | 6–0         | Gambia |
| ----------------------------------------------------------------------------- | ----------- | ------ |
| Green 25' (11-esből) 71' Munerlyn 46' Jarju 61' (öngól) Stanton 83' Payne 86' | Jegyzőkönyv |        |

| Dalga Arena, Baku Nézőszám: 4200 Játékvezető: Etsuko Fukano (japán) |

| 2012. szeptember 29. 17:00 |

| Gambia                | 2–10        | Franciaország                                                                                                  |
| --------------------- | ----------- | --- |
| Bah 48' Sissohore 69' | Jegyzőkönyv | Cousin 11' 81' Sanneh 25' (öngól) Declercq 35' 78' 85' Gherbi 53' Diani 71' Mbock Bathy 79' Bojang 90' (öngól) |

| Dalga Arena, Baku Nézőszám: 5000 Játékvezető: Finau Vulivuli (Fidzsi-szigeteki) |

| 2012. szeptember 29. 17:00 |

| Egyesült Államok | 1–1         | Észak-Korea             |
| ---------------- | ----------- | ----------------------- |
| Jenkins 2'       | Jegyzőkönyv | Ri Unsim (Ri Un-sim) 4' |

| Bayil Stadium, Baku Nézőszám: 2500 Játékvezető: Kulcsár Katalin (magyar) |

#### C csoport
| Csapat    | M | Gy | D | V | G+ | G– | Gk  | P |
| --------- | - | -- | - | - | -- | -- | --- | - |
| Japán     | 3 | 3  | 0 | 0 | 17 | 0  | +17 | 9 |
| Brazília  | 3 | 2  | 0 | 1 | 5  | 8  | –3  | 6 |
| Mexikó    | 3 | 1  | 0 | 2 | 1  | 10 | –9  | 3 |
| Új-Zéland | 3 | 0  | 0 | 3 | 3  | 8  | –5  | 0 |

| 2012. szeptember 23. 15:00 |

| Mexikó    | 1–0         | Új-Zéland |
| --------- | ----------- | --------- |
| Perez 36' | Jegyzőkönyv |           |

| Bayil Stadium, Baku Játékvezető: Jana Adamkova (cseh) |

| 2012. szeptember 23. 18:00 |

| Brazília | 0–5         | Japán                                      |
| -------- | ----------- | ------------------------------------------ |
|          | Jegyzőkönyv | Masuya 2' 17' Narumiya 49' 67' Szugita 63' |

| Bayil Stadium, Baku Nézőszám: 1900 Játékvezető: Kulcsár Katalin (magyar) |

| 2012. szeptember 26. 17:00 |

| Mexikó | 0–1         | Brazília   |
| ------ | ----------- | ---------- |
|        | Jegyzőkönyv | Byanca 82' |

| Eighth Kilometer District Stadium, Baku Nézőszám: 7000 Játékvezető: Kateryna Monzul (ukrán) |

| 2012. szeptember 26. 20:00 |

| Új-Zéland | 0–3         | Japán                                    |
| --------- | ----------- | ---------------------------------------- |
|           | Jegyzőkönyv | Hasegawa 60' 78' Sumida 90+3' (11-esből) |

| Eighth Kilometer District Stadium, Baku Nézőszám: 7000 Játékvezető: Cardella Samuels (jamaicai) |

| 2012. szeptember 30. 14:00 |

| Japán                                                                                                | 9–0         | Mexikó |
| --- | ----------- | ------ |
| Shimizu 8' Narumiya 18' (11-esből) Shiraki 22' 29' Inoue 28' 56' Szugita 69' Momiki 79' Nakamura 86' | Jegyzőkönyv |        |

| Shafa Stadium, Baku Nézőszám: 3000 Játékvezető: Morag Pirie (skót) |

| 2012. szeptember 30. 14:00 |

| Új-Zéland                          | 3–4         | Brazília                                                |
| ---------------------------------- | ----------- | ------------------------------------------------------- |
| Jensen 4' Clara 45+1' Puketapu 77' | Jegyzőkönyv | Byanca 10' Brena 26' Andressa 35' (11-esből) Camila 55' |

| Eighth Kilometer District Stadium, Baku Nézőszám: 8857 Játékvezető: Ri Hyang-Ok (észak-koreai) |

#### D csoport
| Csapat      | M | Gy | D | V | G+ | G– | Gk  | P |
| ----------- | - | -- | - | - | -- | -- | --- | - |
| Németország | 3 | 2  | 1 | 0 | 8  | 4  | +4  | 7 |
| Ghána       | 3 | 2  | 0 | 1 | 8  | 2  | +6  | 6 |
| Kína        | 3 | 1  | 1 | 1 | 5  | 3  | +2  | 4 |
| Uruguay     | 3 | 0  | 0 | 3 | 2  | 14 | –12 | 0 |

| 2012. szeptember 23. 15:00 |

| Ghána       | 1–2         | Németország         |
| ----------- | ----------- | ------------------- |
| Ayieyam 80' | Jegyzőkönyv | Beil 13' Bremer 19' |

| Dalga Arena, Baku Játékvezető: Alondra Arellano (mexikói) |

| 2012. szeptember 23. 18:00 |

| Uruguay | 0–4         | Kína                                            |
| ------- | ----------- | ----------------------------------------------- |
|         | Jegyzőkönyv | Tang Jiali 23' Zhang Chen 34' 41' Lu Yueyun 79' |

| Dalga Arena, Baku Nézőszám: 3000 Játékvezető: Morag Pirie (skót) |

| 2012. szeptember 26. 17:00 |

| Uruguay | 0–5         | Ghána                                              |
| ------- | ----------- | -------------------------------------------------- |
|         | Jegyzőkönyv | Ayieyam 8' Okyere 24' 79' Ahialey 45' Alhassan 78' |

| Bayil Stadium, Baku Nézőszám: 2600 Játékvezető: Ri Hyang-Ok (észak-koreai) |

| 2012. szeptember 26. 20:00 |

| Kína           | 1–1         | Németország     |
| -------------- | ----------- | --------------- |
| Miao Siwen 12' | Jegyzőkönyv | Kiessling 90+4' |

| Bayil Stadium, Baku Nézőszám: 2600 Játékvezető: Aissata Amegee (togói) |

| 2012. szeptember 30. 17:00 |

| Németország                                                 | 5–2         | Uruguay        |
| ----------------------------------------------------------- | ----------- | -------------- |
| Däbritz 14' 64' Knaak 48' Kiessling 65' Beck 80' (11-esből) | Jegyzőkönyv | Badell 42' 87' |

| Lankaran City Stadium, Lankaran Nézőszám: 8610 Játékvezető: Gillian Martindale (barbadosi) |

| 2012. szeptember 30. 17:00 |

| Kína | 0–2         | Ghána           |
| ---- | ----------- | --------------- |
|      | Jegyzőkönyv | Ayieyam 18' 88' |

| Eighth Kilometer District Stadium, Baku Nézőszám: 8857 Játékvezető: Jana Adamkova (cseh) |

### Egyenes kieséses szakasz
|  |                   |               |                   |                   |       |               |                    |                    |                    |                    |               |       |       |
|  | Negyeddöntők      | Negyeddöntők  | Negyeddöntők      |                   |       | Elődöntők     | Elődöntők          | Elődöntők          |                    |                    | Döntő         | Döntő | Döntő |
|  | Negyeddöntők      | Negyeddöntők  | Negyeddöntők      |                   |       | Elődöntők     | Elődöntők          | Elődöntők          |                    |                    | Döntő         | Döntő | Döntő |
|  | október 4., 20:00 |               |                   |                   |       |               |                    |                    |                    |                    |               |       |       |
|  |                   |               |                   |                   |       |               |                    |                    |                    |                    |               |       |       |
|  | A1                | Nigéria       | 0 (3)             |                   |       |               |                    |                    |                    |                    |               |       |       |
|  | A1                | Nigéria       | 0 (3)             | október 9., 17:00 |       |               |                    |                    |                    |                    |               |       |       |
|  | B2                | Franciaország | 0 (5)             |                   |       |               |                    |                    |                    |                    |               |       |       |
|  | B2                | Franciaország | 0 (5)             |                   |       | Franciaország | Franciaország      | 2                  |                    |                    |               |       |       |
|  | október 5., 20:00 |               |                   |                   |       | Franciaország | Franciaország      | 2                  |                    |                    |               |       |       |
|  |                   |               | Ghána             | Ghána             | 0     |               |                    |                    |                    |                    |               |       |       |
|  | C1                | Japán         | Ghána             | Ghána             | 0     | 0             |                    |                    |                    |                    |               |       |       |
|  | C1                | Japán         |                   |                   |       | 0             | október 13., 20:00 |                    |                    |                    |               |       |       |
|  | D2                | Ghána         | 1                 |                   |       |               |                    |                    |                    |                    |               |       |       |
|  | D2                | Ghána         | 1                 |                   |       | Franciaország | Franciaország      | 1 (7)              |                    |                    |               |       |       |
|  | október 4., 17:00 |               |                   |                   |       | Franciaország | Franciaország      | 1 (7)              |                    |                    |               |       |       |
|  |                   |               | Észak-Korea       | Észak-Korea       | 1 (6) |               |                    |                    |                    |                    |               |       |       |
|  | B1                | Észak-Korea   | Észak-Korea       | Észak-Korea       | 1 (6) | 2             |                    |                    |                    |                    |               |       |       |
|  | B1                | Észak-Korea   | október 9., 20:00 |                   |       | 2             |                    |                    |                    |                    |               |       |       |
|  | A2                | Kanada        | 1                 |                   |       |               |                    |                    |                    |                    |               |       |       |
|  | A2                | Kanada        | 1                 |                   |       | Észak-Korea   | Észak-Korea        | 2                  | Bronzmérkőzés      | Bronzmérkőzés      | Bronzmérkőzés |       |       |
|  | október 5., 17:00 |               |                   |                   |       | Észak-Korea   | Észak-Korea        | 2                  | Bronzmérkőzés      | Bronzmérkőzés      | Bronzmérkőzés |       |       |
|  |                   |               | Németország       | Németország       | 1     |               |                    | október 13., 17:00 | október 13., 17:00 | október 13., 17:00 |               |       |       |
|  | D1                | Németország   | Németország       | Németország       | 1     | 2             |                    | október 13., 17:00 | október 13., 17:00 | október 13., 17:00 |               |       |       |
|  | D1                | Németország   |                   |                   |       |               |                    | Ghána              | Ghána              | 1                  |               |       |       |
|  | C2                | Brazília      | 1                 |                   |       |               |                    | Ghána              | Ghána              | 1                  |               |       |       |
|  | C2                | Brazília      | 1                 |                   |       | Németország   | Németország        | 0                  |                    |                    |               |       |       |
|  |                   |               |                   |                   |       | Németország   | Németország        | 0                  |                    |                    |               |       |       |

#### Negyeddöntők
| 2012. október 4. 17:00 |

| Észak-Korea                  | 2–1               | Kanada        |
| ---------------------------- | ----------------- | ------------- |
| Ri Unsim (Ri Un-sim) 78' 87' | (0–0) Jegyzőkönyv | Prince 90'+1' |

| Eighth Kilometer District Stadium, Baku Nézőszám: 6852 Játékvezető: Morag Pirie (skót) |

| 2012. október 4. 20:00 |

| Nigéria                       | 0–0 (h. u.) | Franciaország                                    |
| ----------------------------- | ----------- | ------------------------------------------------ |
|                               | Jegyzőkönyv |                                                  |
| Büntetőpárbaj                 |             |                                                  |
| Emenayo Nnodim Ofoegbu Biahwo | 3–5         | Toletti Declercq Mbock Bathy Cascarino Romanelli |

| Eighth Kilometer District Stadium, Baku Nézőszám: 6852 Játékvezető: Ri Hjangok (Ri Hyang-ok) (észak-koreai) |

| 2012. október 5. 17:00 |

| Németország             | 2–1               | Brazília     |
| ----------------------- | ----------------- | ------------ |
| Däbritz 31' Knaak 90+2' | (1–1) Jegyzőkönyv | Djenifer 13' |

| Eighth Kilometer District Stadium, Baku Nézőszám: 2762 Játékvezető: Alondra Arellano (mexikói) |

| 2012. október 5. 20:00 |

| Japán | 0–1               | Ghána       |
| ----- | ----------------- | ----------- |
|       | (0–0) Jegyzőkönyv | Sumaila 53' |

| Eighth Kilometer District Stadium, Baku Nézőszám: 2762 Játékvezető: Katerina Monzul (ukrán) |

#### Elődöntők
| 2012. október 9. 17:00 |

| Franciaország | 2–0               | Ghána |
| ------------- | ----------------- | ----- |
| Diani 31' 89' | (1–0) Jegyzőkönyv |       |

| Eighth Kilometer District Stadium, Baku Nézőszám: 4651 Játékvezető: Cardella Samuels (jamaicai) |

| 2012. október 9. 20:00 |

| Észak-Korea                         | 2–1               | Németország |
| ----------------------------------- | ----------------- | ----------- |
| Kim Szohjang (Kim So-hyang) 39' 47' | (1–0) Jegyzőkönyv | Knaak 59'   |

| Eighth Kilometer District Stadium, Baku Nézőszám: 4651 Játékvezető: Claudia Umpierrez (uruguayi) |

#### Bronzmérkőzés
| 2012. október 13. 17:00 |

| Ghána      | 1–0               | Németország |
| ---------- | ----------------- | ----------- |
| Okyere 38' | (1–0) Jegyzőkönyv |             |

| Eighth Kilometer District Stadium, Baku Nézőszám: 27 128 Játékvezető: Jana Adámková (cseh) |

#### Döntő
| 2012. október 13. 20:00 |

| Franciaország                                                         | 1–1               | Észak-Korea |
| --------------------------------------------------------------------- | ----------------- | --- |
| Declercq 33'                                                          | (1–0) Jegyzőkönyv | Ri Unsim (Ri Un-sim) 79' |
| Büntetőpárbaj                                                         |                   | |
| Toletti Declercq Mbock Bathy Romanelli Cascarino Bruneau Carage Diani | 7–6               | Kim Unhva (Kim Un-hwa) Cshö Cshungbok (Choe Chung-bok) Cshö Jungjong (Choe Yun-gyong) Kim Hjangmi (Kim Hyang-mi) Ri Gjonghjang (Ri Kyong-hyang) Ri Unsim (Ri Un-sim) Ri Gumszuk (Ri Kum-suk) Ri Unjong (Ri Un-yong) |

| Eighth Kilometer District Stadium, Baku Nézőszám: 27 128 Játékvezető: Carina Vitulano (olasz) |

| A 2012-es U17-es női labdarúgó-világbajnokság győztese |
| ------------------------------------------------------ |
| FRANCIAORSZÁG 1. cím                                   |